# Mersin Cup
Il Mersin Cup è stato un torneo di tennis che si giocava a Mersin in Turchia dal 2012. Faceva parte dell'ATP Challenger Tour e si disputava su campi in terra rossa.

## Albo d'oro

### Singolare
| Anno | Campione      | Finalista    | Punteggio     |
| ---- | ------------- | ------------ | ------------- |
| 2012 | João Sousa    | Javier Martí | 6–4, 0–6, 6–4 |
| 2013 | Jiří Veselý   | Simon Greul  | 6–1, 6–1      |
| 2014 | Damir Džumhur | Pere Riba    | 7–6(4), 6–3   |

### Doppio
| Anno | Campioni                         | Finalisti                        | Punteggio        |
| ---- | -------------------------------- | -------------------------------- | ---------------- |
| 2012 | Radu Albot (1) Denys Molčanov    | Alessandro Motti Simone Vagnozzi | 6–0, 6–2         |
| 2013 | Andreas Beck Dominik Meffert     | Radu Albot Oleksandr Nedovjesov  | 5–7, 6–3, [10–8] |
| 2014 | Radu Albot (2) Jaroslav Pospíšil | Thomas Fabbiano Matteo Viola     | 7–6(7), 6–1      |